# Протопопешть
Протопопешть, Протопопешті (рум. Protopopești) — село у повіті Васлуй в Румунії. Входить до складу комуни Текута.
Село розташоване на відстані 305 км на північний схід від Бухареста, 37 км на північ від Васлуя, 21 км на південь від Ясс.

## Населення
За даними перепису населення 2002 року у селі проживали 756 осіб, усі — румуни. Усі жителі села рідною мовою назвали румунську.